# X-Perience
X-Perience — музыкальная группа из Берлина (Германия). Их стиль музыки находится между синтипопом, трансом и этнопопом. Участники группы — Маттиас Уле (композитор, клавишные), его сестра Клаудия Уле (вокал до 2007 и с 2019) и Александр Кайзер (лирика, клавишные). Певица Клаудия Уле покинула группу в 2007 году и была заменена на Маню Калетка, однако вернулась в 2019 году.

## История
X-Perience был основан в 1995 году знавшими друг друга ещё со школы Маттиасом Уле и Александром Кайзером. Их первый сингл «Circles of Love» был выпущен на их собственном лейбле. Хотя у них не было контракта со звукозаписывающей компанией, они решили его выпустить как сингл на CD. Продюсировал проект Аксель Хеннингер, который работал ранее с Camouflage.
Вскоре после того, как песня прозвучала на радиостанции Fritz (Берлин-Бранденбург), она вошла в первую пятёрку хит-парадов и продержалась там больше 20 недель. «Circles of Love» стали региональным хитом в Берлине, главным образом через радиостанцию Fritz.
Это привлекло внимание главы звукозаписывающего лейбла WEA, чьи представители предложили группе контракт. Удивлённые успехом, X-Perience выпустили несколько ремиксов на «Circles of Love». В мае 1996 года они добились ещё одного успеха, когда «Circles of Love» занял 72 место в чартах Media Control. WEA повторно выпустил «Circles of Love» в 1996 году, и этот сингл сумел войти в немецкий Top 100.
Кроме тура по клубам Алекс и Маттиас работали над новыми песнями. В начале августа 1996 года они выпустили сингл «A Neverending Dream». Через несколько недель песня попала в десятку чарта Media Control. Вместе с аудиоматериалом был отснят видеоклип, который отправился в ротацию на MTV и VIVA.
15 ноября 1996 года X-Perience выпустили свой первый альбом Magic Fields, а в феврале 1997 года вышел одноимённый сингл. Альбом стал платиновым в Финляндии, а сингл «A Neverending Dream» — золотым (продано более 250 000 экземпляров) в Германии. В Южной Африке был снят видеоклип на трек «Magic Fields».
22 сентября 1997 года был выпущен первый сингл «I Don’t Care» со второго альбома Take Me Home, который вышел 24 ноября того же года. Второй сингл со второго альбома назывался «Game of Love» и вышел 3 марта 1998. В 1999 X-Perience сменили записывающую компанию с WEA на Polydor.
Второй альбом, Take Me Home, был выпущен осенью 1997 года. Как и дебютный альбом, он достиг #22 в немецких чартах. Его самым успешным синглом стала композиция «I Don’t Care». В 1998 году X-Perience выиграл радио-приз R.SH Gold.
25 сентября 2000 года X-Perience выпустили сингл «Island of Dreams». Сингл примечателен тем, что стал основной музыкальной темой шоу Expedition Robinson (немецкий вариант «Последнего героя»).
Третий альбом X-Perience Journey of life был выпущен 20 ноября 2000 года.
12 марта 2001 года X-Perience выпустили новый сингл «Am I Right». В записи принимал участие Йоахим Витт (Joachim Witt). Бонус-треком к диску записана композиция «Because the Night».
В 2006 году X-Perience заключили новый контракт с Major Records (Гамбург). Был выпущен сингл «Return to Paradise» и четвёртый альбом Lost in Paradise, включавший новые версии первых трёх хитов X-Perience, смикшированных Хосе Альваресом-Бриллем. Альбом также включал дуэт с Миджем Юром (Ultravox, Visage), названный «Personal Heaven», который был выпущен в качестве ещё одного сингла.
В 2007 году, после выпуска сингла «I Feel Like You», Клаудия решила оставить группу. Новый голос X-Perience публика услышала 3 июня 2009 года на официальном сайте — новым исполнителем стала Маня Калетка, и группа представила вниманию общественности первую новую песню — «Strong (Since You’re Gone)».
В ноябре 2019 Клаудия объявила о возвращении в группу и записи нового альбома «555», выход которого состоялся 21 августа 2020. "I Feel Like You 555" стал первым радио-синглом за 13 лет и был выпущен 15 мая 2020 года. Пятый альбом «555» спродюсирован Valicon и выпущен на Valicon Records 21 августа 2020 года. Выпуск нового сингла «We Will Live Forever» был объявлен в апреле 2021 года, но перенесен на 2022 год. Между тем, новый микс Cruisin 'Wild был выпущен в качестве финального сингла альбома 28 января 2022 года.
16 января 2022 года певица Клаудия Уле сообщила в прямом эфире TikTok, что группа начала работу над шестым альбомом. 3 марта 2023 года группа выпустила сингл «We Travel the World» в качестве первого сингла с нового альбома (одноименный альбом запланирован на август 2023 года).

### Альбомы
- Magic Fields (WEA) — 1996
- Take Me Home (WEA) — 1997
- Journey of Life (Polydor) — 2000
- Lost in Paradise (Major Records) — 2006
- 555 (Valicon Records) – 2020
- We Travel the World (Valicon Records) – 2023

### Синглы
- «Circles of Love» (limited, own label World of Enigation) — 1995
- «Circles of Love» (WEA) — 1996
- «Circles of Love» (Remixes) (WEA) — 1996
- «A Neverending Dream» (WEA) — 1996
- «A Neverending Dream» (Remixes) (WEA) — 1996
- «Magic Fields» (WEA) — 1997
- «Limited Edition» (X-Shaped Promo-CD) (WEA) — 1997
- «Mirror» (WEA) — 1997
- «I Don’t Care» (WEA) — 1997
- «I Don’t Care (Remixes)» (WEA) — 1997
- «Game of Love» (WEA) — 1998
- «Journey of Life» Promotion Only (Polydor) — 1999
- «Island of Dreams» (Polydor) — 2000
- «Strong Enough» (Polydor) — 2000
- «Am I Right» (Polydor) — 2001
- «It's a Sin» — Promotion Only (Polydor) — 2003
- «Return to Paradise» (Major Records) — 2006
- «Personal Heaven» feat. Midge Ure Basic + Premium Edition (Major Records) — 2006
- «I Feel Like You» (Major Records) — 2007
- «Dream A Dream» (Valicon Records) – 2020
- «I Feel Like You 555» (Valicon Records) – 2020
- «A Neverending Dream (555 Version)» (Valicon Records) — 2020
- «Don't You Forget» (Valicon Records) — 2020